# Pieter Weening

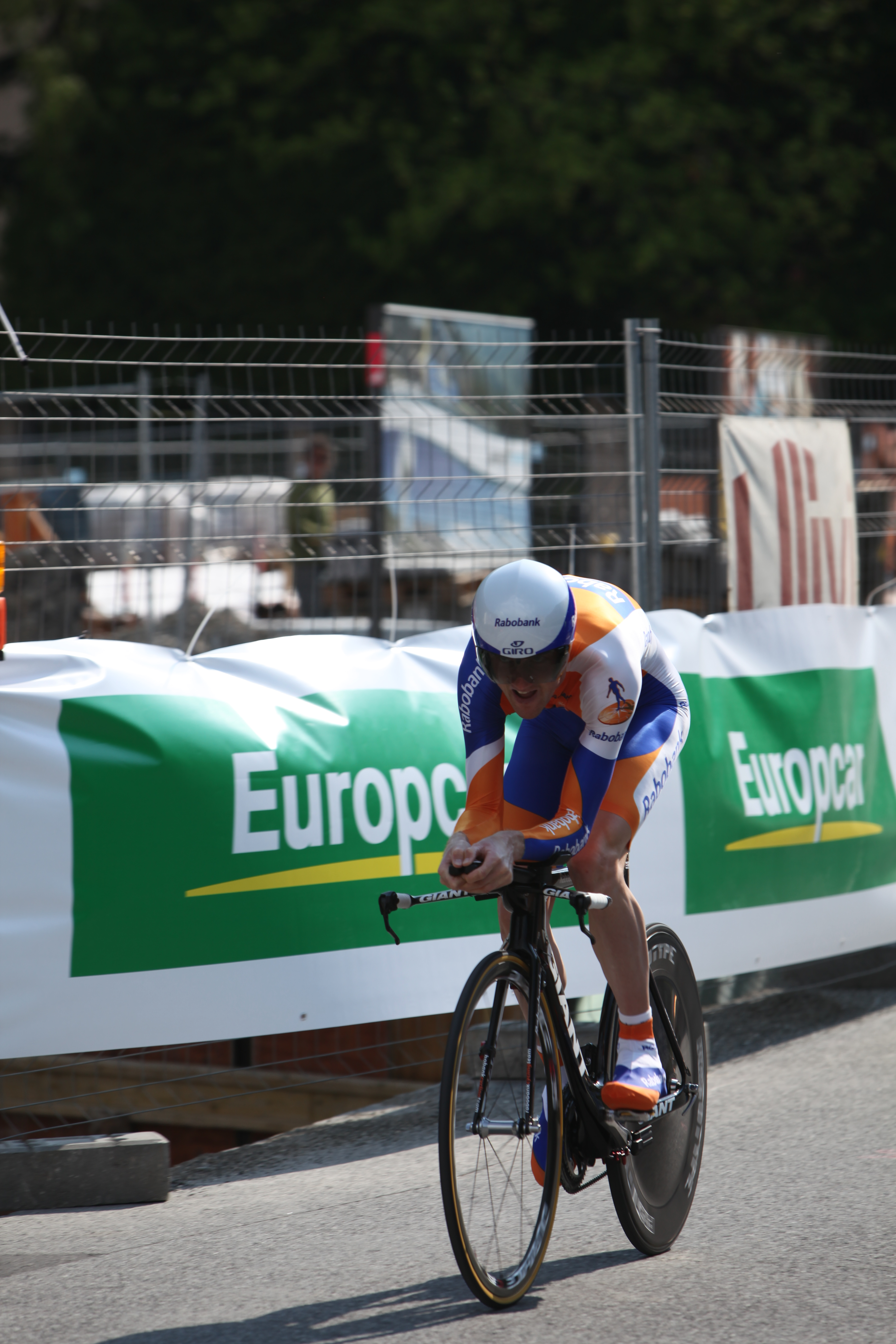
Pieter Weening under Romandiet runt 2011.

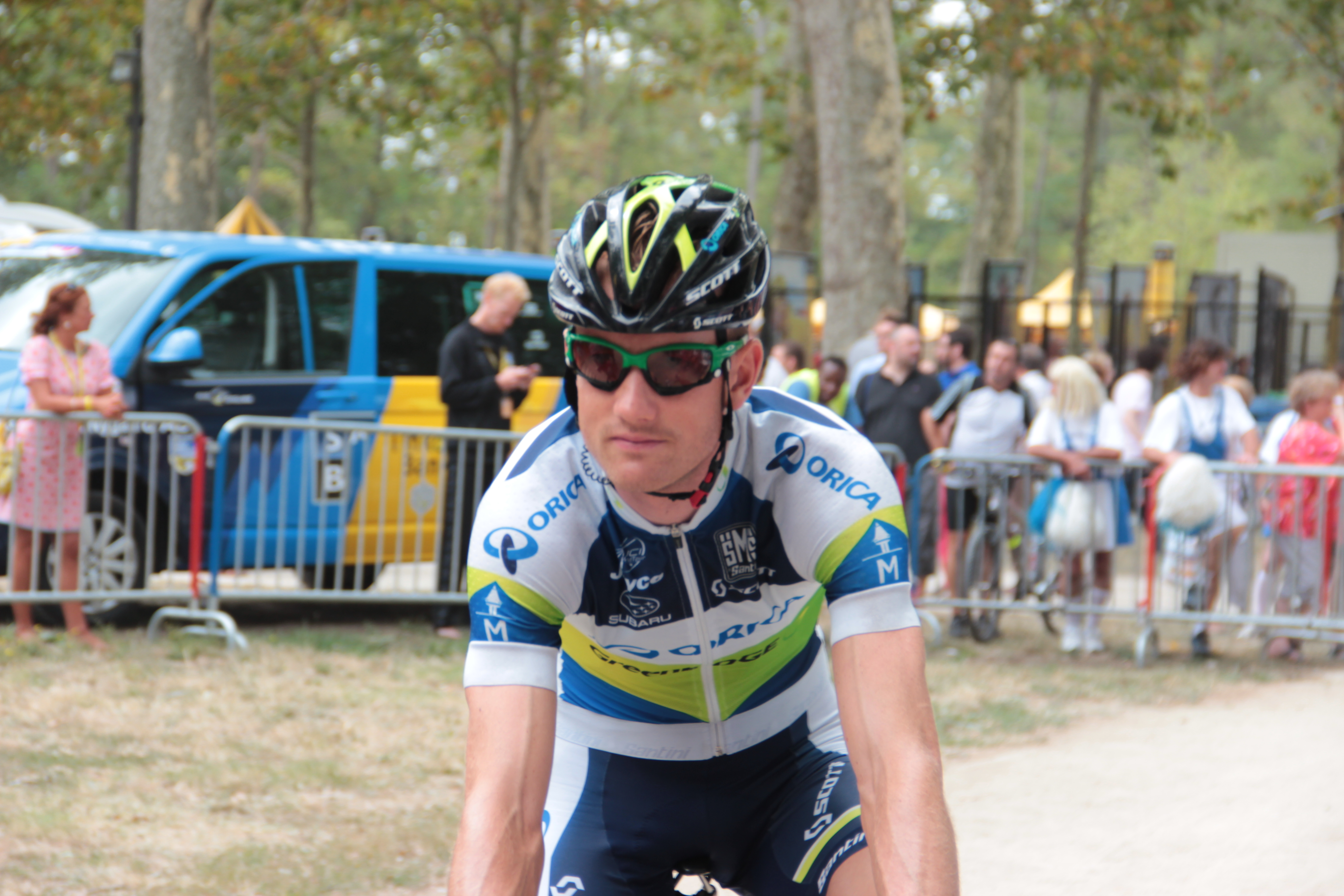
Pieter Weening under Tour de France 2012.

Pieter Weening, född 5 april 1981 i Harkema, Friesland, är en nederländsk professionell tävlingscyklist. Sedan 2012 tävlar han för det australiska stallet Orica-GreenEDGE.
Weening blev professionell säsongen 2004 med det nederländska stallet Rabobank, som tillhör UCI ProTour. Innan han blev professionell tävlade han för Rabobank Continental. Rabobank kontrakterade därefter Pieter Weening som professionell tävlingscyklist.

## Karriär
Pieter Weening vann den åttonde etappen på Tour de France 2005 med en av de minsta segermarginalerna någonsin, endast nio millimeter före tvåan Andreas Klöden. Han vann också den sjätte etappen av Polen runt 2005 före Kim Kirchen och Thomas Dekker.
Under Tyskland runt 2004 slutade Weening trea på en etapp efter att ha slagit Andreas Klöden och Igor González de Galdeano i en tremansspurt. Två månader senare slutade han tvåa efter italienaren Davide Rebellin på en etapp i Sachsen-Tour International.
Weening slutade trea på etapp 7 av Tour of California 2009 bakom Rinaldo Nocentini och Hayden Roulston. I juli samma år vann han etapp 3 av Österrike runt. I augusti slutade Weening trea på etapp 5 av Polen runt bakom Alessandro Ballan och Daniel Moreno.
2011 vann Weening etapp 5 under Giro d'Italia och bar sedan den rosa ledartröjan under fyra etapper.

## Meriter
2003
Jadranska Magistrala - slutställning
Etapp 2, Jadranska Magistrala
2004
2:a, Sachsen-Tour International
3:a, Tyskland runt
2005
Etapp 8, Tour de France
Etapp 6, Polen runt
2009
Etapp 7, Tour of California
Etapp 3, Österrike runt
3:a, etapp 5, Polen runt
2011
Etapp 5, Giro d'Italia

### Resultat i Grand Tours
| Grand Tour      | 2004 | 2005 | 2006 | 2007 | 2008 | 2009 | 2010 | 2011 | 2012 | 2013 | 2014 |
| --------------- | ---- | ---- | ---- | ---- | ---- | ---- | ---- | ---- | ---- | ---- | ---- |
| Giro d'Italia   | –    | –    | –    | –    | –    | –    | 24   | 45   | –    | 38   | DNF  |
| Tour de France  | –    | 72   | 93   | 128  | 63   | –    | –    | –    | 72   | –    | –    |
| Vuelta a España | 59   | –    | 61   | –    | –    | 44   | –    | –    | 88   | –    | –    |

## Stall
- Rabobank GS3 2001–2003
- Rabobank 2004–2011
- Orica GreenEDGE 2012–